# Harold Gilman
|                                                                     |  |  |
| Gilman, links een zelfportret uit 1912, rechts door Walter Sickert. |  |  |

Harold John Wilde Gilman (Rode, Somerset, 11 februari 1876 – Londen, 12 februari 1919) was een Engels kunstschilder. Hij wordt gerekend tot het postimpressionisme.

## Leven en werk
Gilman groeide op in Kent waar zijn vader rector was op een school. Na een jaar studie aan de Universiteit van Oxford en een kort verblijf als huisleraar in Oekraïne, koos hij voor een artistieke carrière. In 1896 ging hij naar de Hastings School of Art en van 1897 tot 1901 bezocht hij de Slade School of Fine Art in Londen, waar hij bevriend raakte met Spencer Gore. In 1904 maakte hij een reis naar Spanje en bestudeerde daar Diego Velázquez en Francisco Goya. Ook raakte hij sterk beïnvloed door James McNeill Whistler.
Gilman vestigde zich als schilder in Londen, later zou hij verhuizen naar Letchworth. Hij bewonderde Paul Cezanne, Vincent van Gogh en Camille Pissarro. Vanaf 1910, nadat hij samen met Charles Ginner Parijs had bezocht, schakelde hij over naar stijl van het postimpressionisme. De invloed van Édouard Vuillard is daarbij duidelijk herkenbaar. Hij schilderde portretten, landschappen, stillevens en interieurs, vaak in een aan Van Gogh herinnerend kleurgebruik.
Gilman was bevriend met Walter Sickert, met wie hij in 1911 het postimpressionistische kunstenaarsgenootschap de Camden Town Group oprichtte, die in 1913 opging in de 'London Group'.
In 1913-1914 maakte Gilman een reis naar Scandinavië. In 1918 kreeg hij een opdracht van de Canadese regering om een groot herdenkingsschilderij te maken voor de oorlogsslachtoffers in Ottawa. Hij was gehuwd met de Amerikaanse kunstschilderes Grace Canedy, met wie hij twee dochters kreeg, en hertrouwde in 1917. In 1919 kwam hij te overlijden ten gevolge van de Spaanse griep, net 43 jaar oud.
Diverse werken van Gilman zijn te bewonderen in Tate Gallery te Londen.

## Galerij

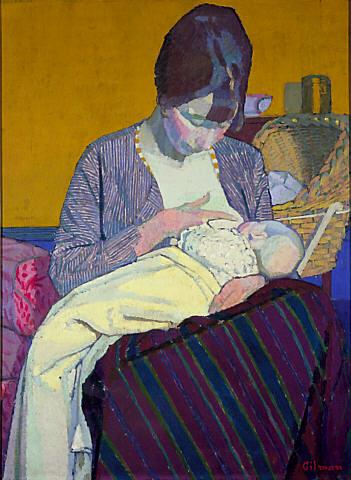
Mother and Child
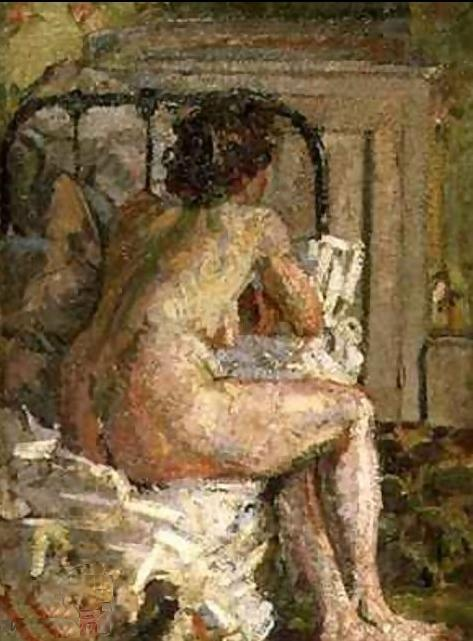
Nude on a Bed
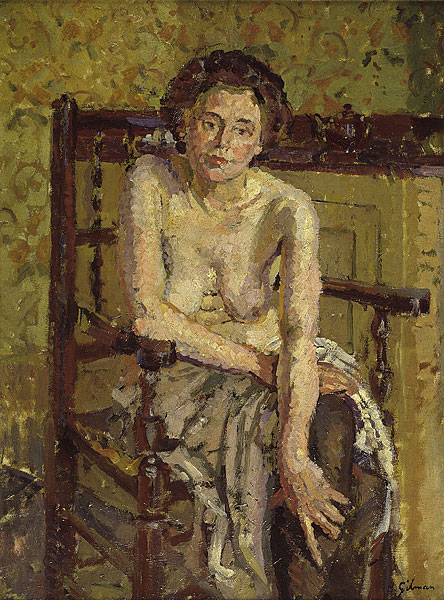
Clarissa
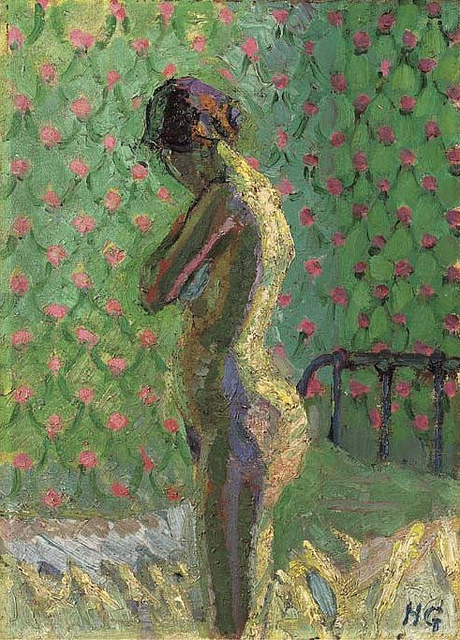
Nude standing by a Bed
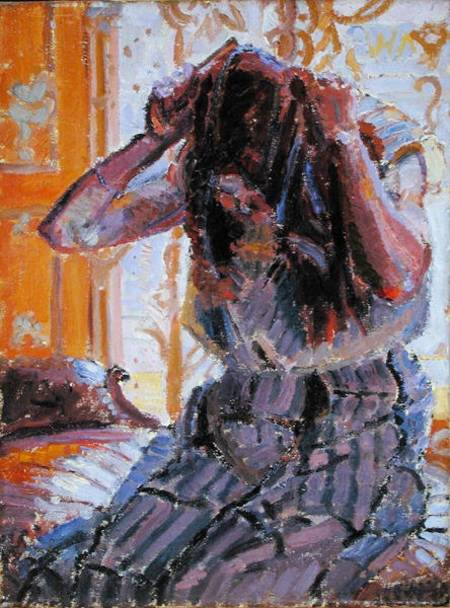
Girl combing her Hair
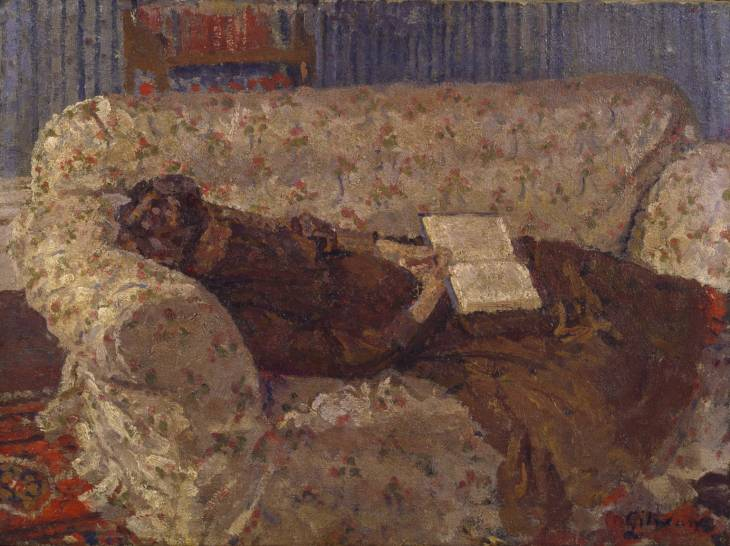
Lady on a Sofa
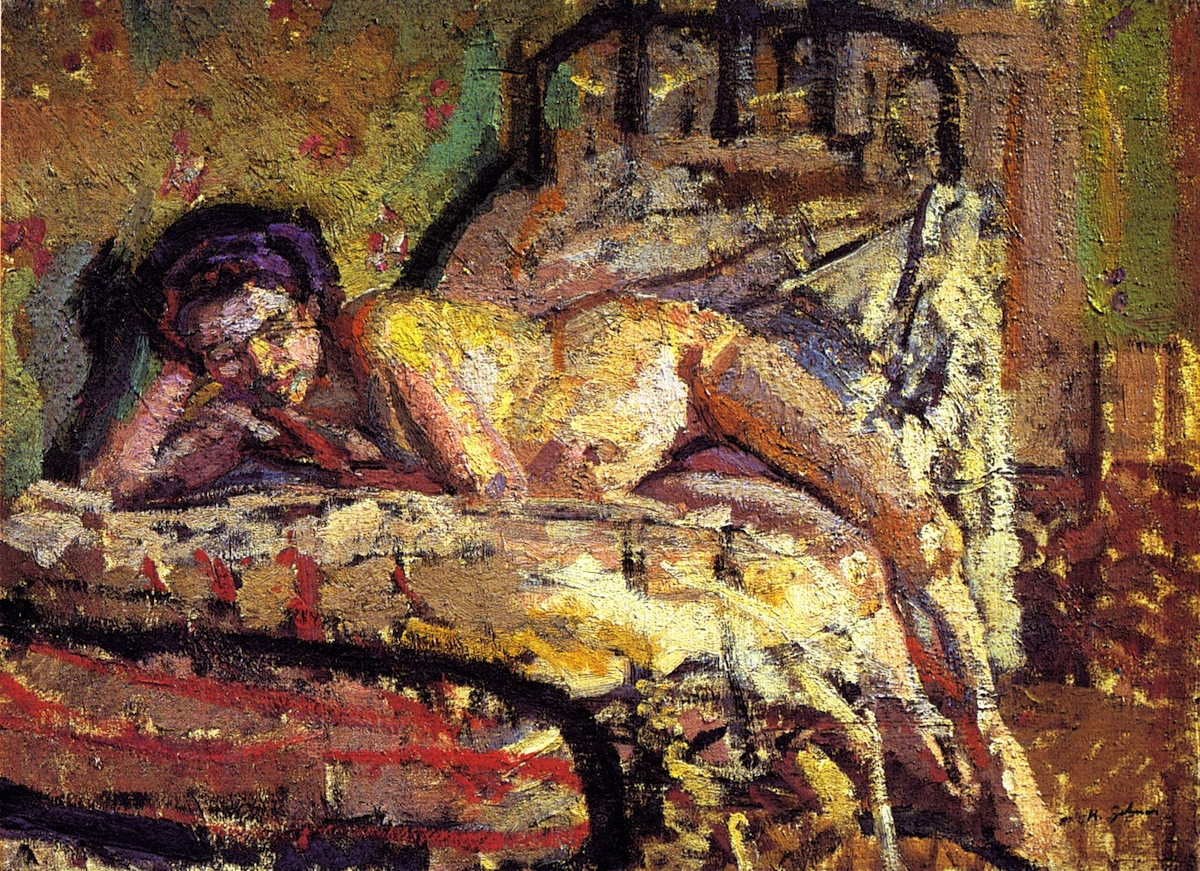
Reclining Nude
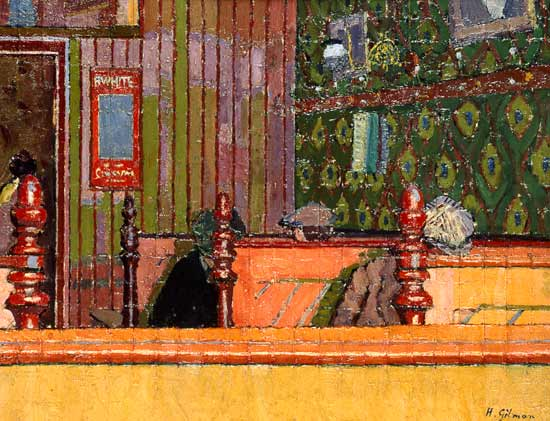
The Eating-House
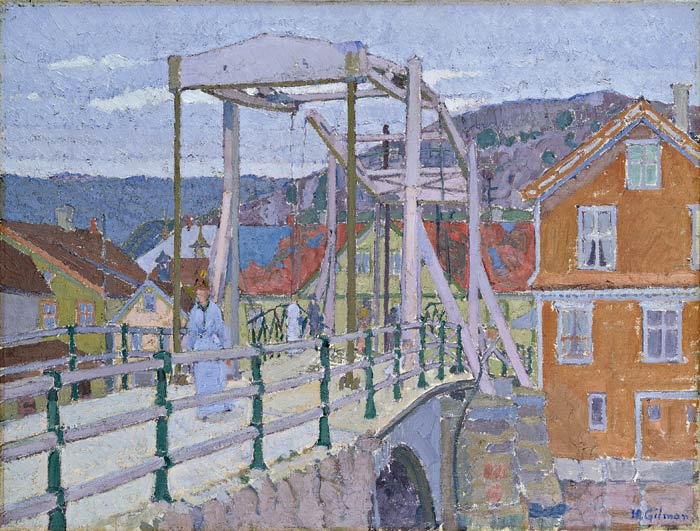
Canal Bridge, Flekkefjord
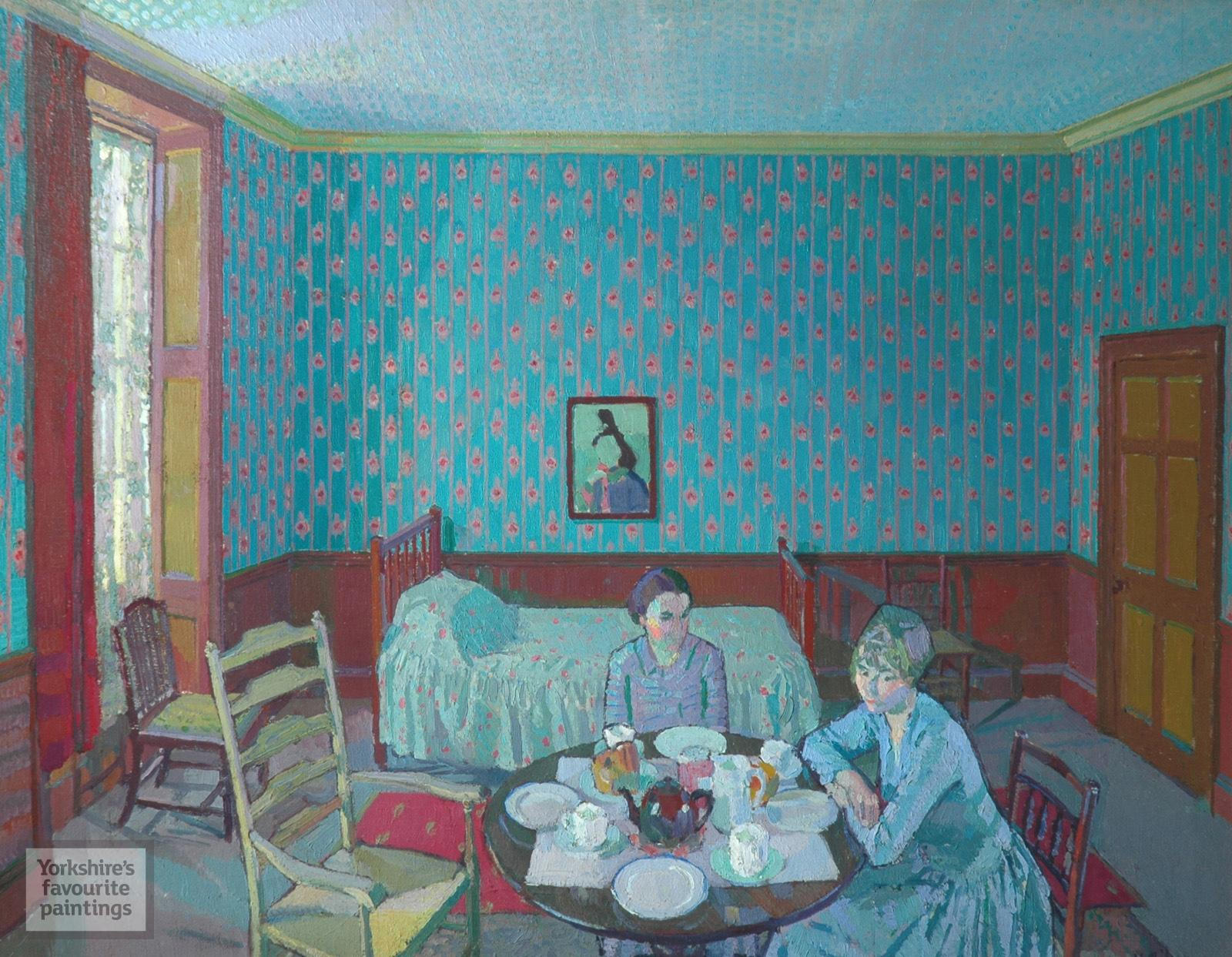
Tea in the Bedsitter